# Маршалова, Ефросинья Ефремовна
Ефросинья Ефремовна Маршалова (бел. Ефрасіння Яфрэмаўна Маршалава, 3 марта 1919, д. Дерюги (теперь Ковровое), Дубровенский район — 14 апреля 1999) — работник сельского хозяйства, Герой Социалистического Труда (1966).

## Биография
С 1944 по 1956 год работала полеводом в колхозе «Вперёд», а с 1956 года — звеньевой по выращиванию льна в колхозе XX съезд КПСС Дубровенского района.
Передовик сельскохозяйственного производства. Звание Героя Социалистического Труда присвоено в 1966 году за успехи в увеличении производства и заготовки льна.
Ефросинья Ефремовна Маршалова — мать девятерых детей. Награждена орденом «Материнская Слава» I, II и III степеней.
В 1975 году принимала участие в международной встрече женщин в Минске.

## Награды и звание
- Герой Социалистического Труда (1966)
- Орден Ленина — дважды
- Орден «Материнская Слава», I, II и III ступени